# Бистрицька-Гірська сільська рада
Бистрицька-Гірська сільська рада — орган місцевого самоврядування у Дрогобицькому районі Львівської області з центром у селі Бистриця-Гірська.

## Загальні відомості
Водоймища на території, підпорядкованій даній раді: річка Бистриця.

## Населені пункти
Сільській раді підпорядковані населені пункти:
- с. Бистриця-Гірська

## Склад ради
Рада складається з 12 депутатів та голови.

### Керівний склад ради
| ПІБ                     | Основні відомості                                                                                                   | Дата обрання | Дата звільнення |
| ----------------------- | --- | ------------ | --------------- |
| Пиляк Богдан Михайлович | Сільський голова, 1956 року народження, освіта                                                                      | 26.03.2006   | 01.07.2009      |
| Пиляк Микола Михайлович | Сільський голова, 1959 року народження, освіта середня спеціальна, член Української республіканської партії «Собор» | 31.10.2010   |                 |

Примітка: таблиця складена за даними джерела